# バケモノの子
『バケモノの子』（バケモノのこ）は、2015年に公開されたスタジオ地図制作の日本のアニメーション映画。

## 概要
細田守監督による4作目の長編劇場アニメ映画であり、オリジナル作品としては『サマーウォーズ』『おおかみこどもの雨と雪』に続く第3作となる。前作に続き、細田が自ら原作・脚本も手がける本作は、人間界の渋谷とバケモノ界の渋天街を舞台に、親子の絆を描いた「新冒険活劇」となっている。『時をかける少女』で青春、『サマーウォーズ』で親戚付き合い、『おおかみこどもの雨と雪』で母子愛を描いた細田が本作で選んだテーマは「父と子」。また、それまで長野県や富山県と言った田舎の風景を舞台にしていたが、一転して都市のど真ん中での冒険を描いている。
海外で最もファンの多いフランスでは老舗配給会社ゴーモン社から熱烈なオファーがあり、劇場公開が決定。さらに、それまでと異なる試みとして、アジアを除くインターナショナルセールスを同社が行うことも発表された。
スペインで2015年9月に開催された第63回サン・セバスティアン国際映画祭では、アニメーション映画として初めてコンペティション部門に選出されたものの、受賞には至らなかった。

## ストーリー
多々良と百秋坊が「人間界（渋谷）に生きる少年（蓮またの名を九太）とバケモノ界（渋天街）に生きるバケモノ（熊獣人の熊徹）」の人生を語る物語。
9歳の少年・蓮は、両親の離婚で父親と別れ、親権を取った母親につくことになるが、その母も交通事故で急死してしまう。両親がいなくなった蓮は親戚に養子として貰われることになったが、引越しの最中に逃げ出し、渋谷の街を独り彷徨っていた。行くあてもなく裏通りでうずくまっていた夜、蓮は「熊徹」と名乗る熊のような容姿をしたバケモノ（獣人）に出逢うが、すぐに見失ってしまう。蓮は、「独りでも生きていきたい」との思いから、『強さ』を求めてそのバケモノを探しているうちに、バケモノの世界「渋天街」へ迷い込んでしまう。元の渋谷に戻ろうとするが、不思議なことに来たはずの道は閉ざされていた。
バケモノ界の長老である「宗師」は高齢で、近々その役目を引退して神に転生する予定であり、後継者を決めなければならなかった。後継者は最も武術と品格に優れた者がなるしきたりであり、闘技会の勝者が次期宗師として認められることになっていた。後継者候補である熊徹は、闘技会に出場するための条件として、弟子を取ることが現宗師により課せられていた。熊徹が人間界の渋谷に現れたのは、その手前勝手な性格から渋天街には自分の弟子になりたがるバケモノがいないという理由だった。自分を追ってバケモノの世界に踏み込んだ蓮を熊徹は見込みがあると判断、蓮は熊徹の弟子となった。自身の名前を「個人情報」だと言い渋った蓮は9歳だったことから熊徹に「九太」と名付けられ、2人は共同生活を始める。バケモノの世界では、人間を住まわせると、いつしか心に「闇」を宿し、大変なことになるという言い伝えがあるため、九太が弟子になる（＝渋天街に住む）ことを周囲が反対したが、宗師がこれを認める。
二人は性格がまるで合わず、事ある毎にいがみ合い、衝突した。しかしお互いに素の自分を出し切ってぶつかり合う修行の日々を重ねることで互いに心身とも成長し、いつしか親子のような関係が結ばれるようになる。孤児のため独学で武術を極めた熊徹は、技術面で荒削りなところがあり、ライバルの猪王山には到底勝ち得なかったが、九太を指導することによって、独りよがりな武術が次第に洗練されていく。
それから8年、逞しく成長した九太はある日、偶然に渋天街から人間界の渋谷に戻り、図書館で進学校に通う女子高生の楓と出会う。以後、九太はそれまで通り渋天街に住みながら、昼間は人間界に戻って楓から学校の勉強を教わるようになる。楓は九太の勉強の理解が早いことに驚き、興味があるなら高卒程度認定試験を受けて大学進学を目指してはどうかと勧める。九太も大学進学を考えるようになり、楓といっしょに区役所で住民票を調べる内に、実の父親の住所を知り、父親との再会を果たす。そんなある日、熊徹は九太の寝床から人間の世界の教科書を発見する。人間の世界と縁が切れていなかったことを熊徹は問い詰め、反抗した九太は渋天街を出奔してしまう。人間の世界で、父親は九太に「辛い過去は忘れて一緒に暮らそう」と話を持ち掛けるが、九太は「何も知らないくせに過去が辛かったと語るな」と拒絶してしまう。九太の心はさらに揺れ、自分の心の中に闇の部分があることを知る。
楓と話をし、自分の心に決着をつけるために久々にバケモノの世界に戻ってみると、宗師後継者を決めるための闘技会が行われていた。熊徹と猪王山の決戦、九太がいないせいか熊徹は精彩を欠き、ノックダウンされて負ける寸前であった。九太は倒れた熊徹を一喝、間一髪で立ち上がった熊徹は、九太の声援で勢いを取り戻し見事逆転、猪王山に勝利する。熊徹と九太の心が再び通い、熊徹が宗師になることが決定した瞬間、猪王山の子の一郎彦が念力で投げ放った猪王山の刀が熊徹を背後から刺し貫いた。一郎彦もまた九太と同じく、猪王山に育てられた人間の少年であったが、自身が彼の実の子でないことに気づき、宿した心の闇を増大させていたのだった。激しい怒りに駆られた九太もまた心の闇を増し、念力によって自らの刀を一郎彦に突き立てようとしたその瞬間、チコが噛みついた事でギリギリで理性を取り戻し、刀は地面に落ちた。熊徹は瀕死の重傷を負うが、なんとか一命をとりとめた。しかし一郎彦は失踪してしまう。
おそらく人間界に行ったであろう、心に闇を宿したままの一郎彦を案じ、決着をつけようと九太は渋谷に戻る。渋谷で九太を発見した一郎彦は闇のパワーを炸裂させ、渋谷は各地で爆発炎上、大混乱に陥る。この騒ぎは渋天街にも影響を及ぼしていた。意識を取り戻した熊徹は九太を助けるべく、前宗師に、彼の得ている神への転生の特権を譲り渡すよう迫る。九太は、事態を収めるには一郎彦の闇を自分に取り込み、直後に刀で自分の胸を刺し貫けば…と考える。意を決して一郎彦と対峙したその時、燃える剣が九太の前に突き刺さる。それは付喪神になった熊徹の化身であった。剣は九太の胸に吸い込まれる。燃え上がる剣の使い手となった九太は、いあい斬りを繰り出し、一郎彦の闇を粉砕した。
すべてが終わった後、一郎彦は闘技場での騒ぎ以降の記憶を失ったまま、猪王山邸の自室で目を覚ました。前宗師は後継である熊徹がいなくなってしまったので、宗師を続投することになった。九太は人間界に戻り父親と一緒に暮らす事を決めた。

## 登場人物

### 主要人物
九太（きゅうた） / 蓮（れん）
声 - 宮崎あおい（幼少期）、染谷将太（青年期）
本作の主人公。9歳→17歳。
両親は（母方の親族により強制的に）離婚しており、母親と暮らしていたが、3年生の時に母親が事故で他界。親戚に引き取られる予定だったが、自分を引き取りに来てくれない父親や自分を残して死んでしまった母親への怒り・愛情の無い親戚に嫌気がさして引っ越し作業の最中に自宅を飛び出して失踪。行き場もなく渋谷の路地裏を彷徨っていた時に熊徹と出会い、その後警官から逃走する過程で渋天街に迷い込む。
渋天街でも当初は自暴自棄になっていたが、行き場がないため仕方なく熊徹の弟子となり、共同生活を経て成長していく。熊徹に名を聞かれても年齢しか答えなかったため「9歳だから九太」と名付けられた。当初はバケモノの暮らす町で唯一の人間と見られて蔑まれ、他のバケモノたちからも厄介者扱いを受けていた。しかしまずは家事をこなし、武術を学んでいく課程で消極的な態度ではなく積極的に熊徹の長所を取り入れようとするうちに相手の動きがよく見えるようになり、相手の攻撃をかわす動きが出来るようになってきた。町にいるバケモノの子供たちからも当初は苛めに近い扱いを受けていたものの、攻撃をかわせるようになりその実力を認められて仲間に入れてもらえるようになった。季節が移り変わるうちに身体も成長して大きくなり、剣術の腕だけではなく素手による格闘術も身に付けるようになる。
青年期には偶然、渋天街から渋谷へと戻る方法を見つける。9歳以降は学校教育を受けていないため、文字の読み書きは不得意だったが、図書館で出逢った女子高生の楓から勉強を教わり（楓の教え方が上手かったことや九太自身の強い知的好奇心もあり、短期間で学習内容が小学生レベルから高校生レベルへと上がっていく）、彼女から大学受験を勧められる。
幼少期は背も低く、ひ弱だったが熊徹の指導を受けるうちに武術の才能に目覚め、街の不良が複数相手でも苦も無く倒し、ついには熊徹を一本背負いでたやすく放り投げるほどとなった。剣術と格闘術の腕は相当な技量に達しており、そのことが生きるうえで大きな自信にも繋がった。
騒動終結後、帯刀する事をやめ、人間界で父親と共に暮らす。
熊徹（くまてつ）
声 - 役所広司
九太の師匠。熊顔のバケモノ。「渋天街」で猪王山と共に一・二を争う最強のバケモノ。朱色の鞘の大太刀を武器としている。
次期「宗師」候補の一人だが、その粗暴な性格が原因で、宗師となるための条件である弟子を取ることが出来ず、しまいには嫁の来手もいない。そのため、多々良を連れて弟子を見繕いに「渋谷」へ出向き、九太と出会う。
性格は横暴で品格もないが、身寄りのない九太を引き取って育てる優しい一面もある（本来、渋天街では人間を引き入れることは禁忌とされている）。百秋坊や多々良によると天涯孤独で宗師以外誰からも相手にされなかった過去を持っており、武術指導者に教わらず独学で武術を極めた。そのため技術をわかりやすく説明することができず（「胸の中で剣を持て」「剣をグーっと持って、ビュッといってバーンだ」といったわかりにくい指導）、即座に理解しないと激怒するなど武術指導者としては失格であったが、九太と修行をするうちに技が洗練されていき、九太が17歳になる頃には九太に憧れた弟子志願者が大勢現れるようになる。
そんなある日、九太の寝床から人間界の教科書を発見したことで彼が人間界に関心を抱いていることを知る。自分を一人前と認めないと悟った彼と不和が生じてしまう事となり、九太と決別、そして傷心のまま次期宗師を正式に決定するための闘技試合を迎えることになってしまう。当初は善戦するも、隙を突かれ反撃に転じられついにその場に倒れ込む。しかし、会場に九太が現れ、彼から喝破される形で背中を押されると再び立ち上がり、隙を突いて渾身の一撃を猪王山に炸裂させ、勝利する。しかしその時、一郎彦によって剣を背後から突き刺され、一命は取り留めたものの瀕死の深傷を負ってしまう。
その後、介抱を受けた後目を覚ますと、多々良と百秋坊の口から九太が暴走する一郎彦を止めるために彼と闘っていることを聞かされると、すぐさま自らの状態を省みず宗師の元へ直行し、自分が宗師であることを利用して九太を救うために神に転生する権利を手に入れる。そして燃え滾る大太刀の姿をした付喪神に転生すると、人間界で一郎彦と闘う九太の前に現れ彼と一体化。文字通り、彼の胸の中の剣となった。
神になってからは、九太の心の中で存在し続けている。

### 九太を取り巻く面々
楓（かえで）
声 - 広瀬すず
渋谷の図書館でよく勉強している女子高生。18歳。
騒ぐ学生たちを図書館から追い出したことで仕返しを受けているところを九太に助けられ、一緒に勉強をするようになる。自己紹介し合う時に九太が本名の蓮と名乗ったため、彼を「蓮くん」と呼ぶ。読み書きの段階から教えてもらった九太にとって、彼女は人間界での師匠のような存在。
親の期待に応えるために進学校へ進み、自分の意思を抑圧していたが、九太と出逢うことで次第に自分の意思に忠実な行動をするようになる。
九太が「自分は何なのか」と思い悩んでいた時、自分と重ねて励ましたりした。この事がきっかけで彼の心の支えとなっている。
多々良（たたら）
声 - 大泉洋
猿顔のバケモノで熊徹の悪友。頭は切れるが口の悪い皮肉屋。九太からは後に「多々さん」と呼ばれる。
人間であるにもかかわらず熊徹の弟子となった九太に当初は冷たい態度で接するが、九太が熊徹をいなせる様になった事を期に、次第に百秋坊と共に九太に対して目をかけていく。熊徹との付き合いはかなり長いらしく、彼の生い立ちや過去も知っている。独学で武術を極めたことから九太との師弟関係を上手く築けない熊徹に対して「自分が師匠と呼べる存在にどのようにして欲しかったかを考えながら接するように」とアドバイスしたこともある。
騒動終結後、百秋坊と共に九太の様子を見に人間界に赴き、そこで百秋坊と語り合うのが本作ということになる。
百秋坊（ひゃくしゅうぼう）
声 - リリー・フランキー
豚顔のバケモノで僧侶。熊徹の旧友。九太からは後に「百さん」と呼ばれる。聡明で誰にでも優しく接するが、横柄な熊徹には苦言を呈し、諫める事も屡々。
熊徹との師弟関係に悩む九太に度々助言を与え、基本的に彼の味方だったが、彼が熊徹を置いて単身、一郎彦との戦いに向かおうとした際は、敵討ちだと思って厳しく叱りつけた。家事全般が得意であり、何も出来なかった九太にとっては家事の師匠である。
騒動終結後、多々良と共に九太の様子を見に人間界に赴き、そこで多々良と語り合うのが本作ということになる。
宗師（そうし）/ 卯月（うげつ）
声 - 津川雅彦
兎顔のバケモノ。高齢だが渋天街始まって以来の武術の達人で渋天街に棲む10万を超えるバケモノを長年束ねている現役の長老。
本名は小説版より、作中では宗師としか呼ばれていない。
引退して神格化するにあたり、どんな神に転生するかを思案しながら、自分の後継者となる強さ、品格とも一流のバケモノを探している。神出鬼没で、他人と話している間もあちこち居場所を変え、無意味に相手を翻弄する。常に3人の側近を連れている。
最終的に悩みに悩んで決断力の神に転生する事を次期宗師を決める闘技場で宣言するが、騒動の中で後継の宗師となった熊徹の覚悟に押された事で彼に神格化の権利を譲ったことに伴い、再び宗師の座に就く。
猪王山（いおうぜん）
声 - 山路和弘
猪顔のバケモノ。一郎彦と二郎丸の父親で渋天街の誰もが強さ・品格ともに一流と認めるバケモノ。
元老院の議員として名を連ねる他、武術館兼準警察組織である「渋天街見廻組」を主宰して数多くの弟子を持ち、次期宗師の最有力候補とされている。竹林に囲まれた豪邸（一等地らしい）に住んでおり裕福であるが、多忙を極め、息子たちにかまう時間がとれない。
かつて人間界を訪れた際に捨て子だった一郎彦を拾い、我が子同然に育てていたが、そのことは本人や二郎丸、周囲の者たちには秘密にしていた。
一郎彦（いちろうひこ）
声 - 黒木華（幼少期）、宮野真守（青年期）
猪王山の長男。常に豚顔の帽子を被っている。父親譲りの強さ・品格をもつ優等生。10歳→18歳。
父のような立派なバケモノになることを夢見ている。青年期には大人びた精悍な顔つきに成長し、念動力を身に着けている。しかしこの念動力は彼の心の闇から生じるものであり、バケモノの力ではない。
実は彼も九太と同じく人間の子供であり、捨て子であった赤ん坊の頃に猪王山に拾われた過去がある。成長しても両親や弟と異なり牙が生えず人間のような容姿をしているのもそのためである。当人は自分の容姿から自分が人間であることに勘づいており、父のように伸びない鼻と牙を恥じて顔の下半分を布で隠すようになった。そのコンプレックスから次第に心に闇を宿し、同じ人間でありながらそれを恥じずに堂々と振る舞う九太に憎悪を向けていく。
二郎丸（じろうまる）
声 - 大野百花（幼少期）、山口勝平（青年期）
猪王山の次男で一郎彦の義弟。強いものに憧れ、父と兄を自慢に思っている。天真爛漫で無類の食いしん坊。8歳→16歳。
当初は人間の九太に偏見を持ち嫌っていたが、ある出来事をきっかけに九太を認め、以後は九太の親友になる。青年期には少年時代の気質が抜け、穏やかな性格で誰とでも親しくできる好青年に成長しており、九太に「どっちが負けても喧嘩になるぐらいなら、熊徹が勝っても、父が勝っても互いに恨みっこなし！」と固く誓った。

### 渋谷
チコ
声 - 諸星すみれ
九太と渋谷の路地裏で出会った不思議な生物。楓と同様、九太の心の支えになっている。
騒動終結後も九太と共にいる。
九太の父
声 - 長塚圭史
九太の実の父親だが、妻とは（彼女の親族により強制的に）離婚しているため、妻の事故死の連絡自体がされず、当然に葬儀にも参加出来ずに九太を引き取ることが出来なかった。元妻の葬儀後にそのことを知り、行方不明になった九太を警察による捜索が打ち切られた後も捜し続けており、再会した時には涙を流していた。九太は母親の葬儀の際に、自分を迎えに来てくれなかった父親に対し恨みの気持ちを抱いていたが、それが自分の誤解であったことを理解して父親に対して抱いていたわだかまりが氷解した。父親との和解は九太が人間界で生きていくための基盤となる自身の居場所を取り戻したことを意味し、家族の絆の再構築を意味する大きなものであった。
実の父親なので当然、九太のことは本名の「蓮」と呼ぶ。
騒動終結後は、九太と暮らすようになった。
九太の母
声 - 麻生久美子
夫と離婚後は女手一つで九太を育てるも、彼が9歳の時に不慮の事故で急死した。彼女の女手一つで育てた事が、後の九太を心身共に強くするきっかけに繋がる。
九太の傍に時々幻として現れ、一言アドバイスを残して行く。

### その他
賢者
声 - 中村正（1）、沼田爆（2）、草村礼子（3）、近石真介（4）
各地の宗師達。それぞれマントヒヒ、猫、象、海豹顔のバケモノ。卯月の紹介状で訪れた九太達に各々が思う強さについて語った。
アナウンサー
声 - 桝太一（日本テレビアナウンサー）
TV経済ニュース
声 - 郡司恭子（日本テレビアナウンサー）

## 作中用語
バケモノ
人間とは住む世界を異にする獣人の種族。作中の世界に於けるあらゆる物と八百万の神の中間に位置する存在だとされており、宗師の卯月の様に徳の高い者が転生する形で新たな神として誕生している。
バケモノ達の世界に於ける文明レベルは、人間界と比較すると、物作りは伝統的な手仕事で行われ、乗り物や電子機器が無かったりと一見見劣りするが、その実、人間世界に於ける基礎的な制度、技術、様式と言った知恵はバケモノ達が伝えた物が多く、特に神を巡る様々な思想や概念のほとんどはバケモノ達の歴史認識から伝播した物がほとんどだという。
一方で人間と異なり、過去の賢人が残した「生きておる知恵が文字などという死物で書き留められる訳は無い。絵にならまだしも書けようが」という言葉にもある通り、思想は尊ぶが、文字は斥ける文化があり、百秋坊は文字で溢れかえっている人間界を「人間は文字に支配されたがっているのでは無いかと疑りたくなる程だ」と評している。
また、バケモノの社会に於いて、バケモノは『神に仕える武者』であるという考え方から、武芸を鍛えて励むのが伝統となっており、心身共に鍛え抜かれた者が尊ばれる他、熊徹や猪王山を始めとした者の様に日本刀と言った武器を携えた侍姿の者達も多い。ただし、帯刀自体は認められているが、抜刀する事は宗師によって禁止されており、バケモノの剣士達は皆、刀の鐔と鞘を紐で結んで抜けない様にしている。
身体能力については人間と基本的に大差ないが、熊徹や猪王山の様に武芸に秀でた者は身体を膨れ上がらせる事によって野生の獣その物の姿になる事も可能で、この姿になるとスタミナの消耗は大きくなるが、同時にパワーも大きくなる。また、者によっては念動力や幻と言った物理的でない力を使う事も出来る。
渋天街
数にして約10万3千ものバケモノ達が暮らす大都市。鉄分を多く含有した渋色の川の浸食によって出来た擂り鉢状の谷に存在しており、卯月が長年ここに居住するバケモノ達を束ねてきた。
心の闇
作中では九太と一郎彦に生じた現象。人間の幼少期の体験や幼心に生じた疑問などが解決されないままでいたことで、心の中に生じる穴。一郎彦の念動力のように一時的には力の一種として現れるが、暴力衝動や破壊衝動に囚われるようになる。バケモノと関わった場合に顕在化しやすい様で、人間との交流が控えられている理由と考えられる。

## スタッフ
- 原作・監督・脚本 - 細田守
- キャラクターデザイン - 細田守、山下高明、伊賀大介[7]
- 作画監督 - 山下高明、西田達三
- 原画 - 稲村武志、井上俊之、濱洲英喜、尾崎和孝、井上鋭、濱田高行、廣田俊輔、久保まさひこ、秦綾子、本田雄、田中敦子、大塚伸治、八崎健二、坂崎忠、高坂希太郎、賀川愛、川口博史、外丸達也、高橋英樹、箕輪博子、小倉安見、高士亜衣、本間晃、青山浩行、小池健
- 美術監督 - 大森崇、高松洋平、西川洋一
- 音楽 - 高木正勝
- 製作 - 中山良夫、齋藤佑佳、井上伸一郎、市川南、柏木登、中村理一郎、薮下維也、熊谷宜和
- ゼネラルプロデューサー - 奥田誠治
- エグゼクティブプロデューサー - 門屋大輔、高橋望
- プロデューサー - 齋藤優一郎、伊藤卓哉、千葉淳、川村元気
- ラインプロデューサー - 和気澄賢
- アソシエイトプロデューサー - 佐藤譲、伊藤整、鈴木智子
- 色彩設計 - 三笠修
- CGディレクター - 堀部亮
- 美術設定 - 上條安里
- 衣装 - 伊賀大介
- 編集 - 西山茂
- 録音 - 小原吉男
- 音響効果 - 赤澤勇二
- 音楽プロデューサー - 北原京子
- キャスティングディレクター - 増田悟司
- 助監督 - 青木弘安
- 動画・仕上・制作協力 - マッドハウス、コミックス・ウェーブ・フィルム、オープロダクション、スタジオたくらんけ、テレコム・アニメーションフィルム、スタジオカラー、WHITE FOX、サンライズ、ライデンフィルム、アニメーションスタジオ・アートランド、エイトビットロケット、スタジオ風雅、アオイスタジオ、日本テレビ音楽、東宝ミュージック、東京現像所、エイケン、他
- 特別協賛 - SUNTORY
- 配給 - 東宝
- 企画・制作 - スタジオ地図
- 製作幹事 - 日本テレビ放送網、スタジオ地図
- 製作 - THE BOY AND THE BEAST FILM PARTNERS（日本テレビ放送網、スタジオ地図、KADOKAWA、東宝、バップ、電通、読売テレビ放送、D.N.ドリームパートナーズ / STV・MMT・SDT・CTV・HTV・FBS）

## 主題歌
Mr.Children『Starting Over』（トイズファクトリー）
シングルとしてCD発売はされておらず、自身のオリジナルアルバムである『REFLECTION』に収録されている。

## 制作
本作の企画は、前作『おおかみこどもの雨と雪』の公開直後の2012年9月に企画が立ち上がった。プロット開発などに約1年1カ月を要し、脚本開発には2013年10月から約4カ月間をかけた。同時進行で2013年12月からキャラクターデザインに着手し、絵コンテ開発には2014年3月から8カ月をかけた。作画は2014年5月に始動し、翌2015年5月に完成した。
キャラクターデザインは、『時をかける少女』から『おおかみこどもの雨と雪』まで細田監督作品を担当していた貞本義行から、監督の細田守、作画監督の山下高明、作中の衣装を手掛けるスタイリストの伊賀大介という3人に変わった。脚本は、前作まで担当していた奥寺佐渡子は外れて脚本協力という形になり、細田守の単独名義になった。作画監督は細田作品を支え続けてきた山下高明と西田達三が務め、大森崇、高松洋平、西川洋一の3人が美術監督として参加。また、スタジオジブリを描いたドキュメンタリー映画『夢と狂気の王国』などの映画音楽を手がけてきており、前作『おおかみこどもの雨と雪』でも音楽を担当した高木正勝が音楽を担当する。

## 公開
- 2015年7月11日 - 7月12日（土日2日間）の全国映画動員ランキングでは、『ターミネーター:新起動/ジェニシス』を抑え、初登場でナンバーワンとなった。457スクリーンで公開。動員49万4,170人、興行収入6億6,703万5,100円を記録した。配給元の東宝では「70億円以上が見込める」としている[10]。
- 2015年7月21日、11日の公開から10日間で約140万人を動員したことが分かった。興行収入は18億円を突破した[11]。
- 2015年8月9日に公開30日目にして、観客動員数が300万人を超え、興収も38億円を突破した。さらに本作が、第63回サン・セバスチャン国際映画祭（9月18日～26日）のコンペティション部門に出品されることも決定した[12]。
- 2015年8月24日、公開から44日間で興行収入が50億円を突破した。観客動員数も399万人と400万人目前の大ヒットとなっている[13]。
- 公開から45日経った8月24日に観客動員数が400万人を突破し、累計興行収入は51億円を超えた。

## コラボレーション
- 2015年にサントリーフーズのGREEN DA・KA・RAのCM（「差し入れ」篇、「市場」篇）で同CMキャラクターと本作の九太と熊徹が登場するコラボレーションCMが放送[14]。
- 2015年にファッションブランド「Kastane」と「CIAOPANIC TYPY」とコラボレーションしたグッズが発売された[15]。

## イベント
- 2015年7月24日より8月30日まで、渋谷ヒカリエにて、細田守監督最新作『バケモノの子』をはじめ、『時をかける少女』『サマーウォーズ』『おおかみこどもの雨と雪』の世界に迫る「『バケモノの子』展」が開催された。映画の設計図ともいえる絵コンテや背景美術など厳選されたオリジナル約300点の展示や、話題のクリエイター集団とコラボした体感型展示コーナーがあり、各作品の世界観を堪能できた[16]。8月23日、来場者数は7万人を突破した[17]。最終的に、来場者数は、88,745人を記録した[18]。
- 2015年9月16日より9月28日まで、大阪・梅田の大丸梅田15階にある大丸ミュージアムで、「『バケモノの子』展」が開催されることが決定した[19]。
- バケモノの子 渋谷ローケーションプロジェクト、協力、渋谷区、東京急行電鉄、東急グループなど。

## 関連リリース

### Blu-ray / DVD
バケモノの子 セルBlu-ray スペシャル・エディション
（BD本編ディスク＋BD特典映像ディスク）2016年2月24日発売
品番：VPXT-71409／価格：￥8,800+税
カラー、16:9、ビスタサイズ、1080p High-Definition（本編）、M-PEG4/AVC、リニアPCM2.0ch＆5.1ch/ドルビーデジタル2.0ch(コメンタリー)、日本語字幕
【本編ディスク】
本編約119分
オーディオコメンタリー二種収録
出演（キャストコメンタリー）：細田守、宮﨑あおい、染谷将太、広瀬すず／古川耕（司会）
出演（スタッフコメンタリー）：細田守、山下高明、西田達三／氷川竜介（司会）
【特典映像ディスク】
特典映像（劇場予告集、各種プロモーション映像、メイキング・オブ・「バケモノの子」ほか）
【封入特典】
『バケモノの子』細田守監督書き下ろし短編小説
オーディオコメンタリー副読本
ブックレット（劇場パンフレット縮刷版予定）

バケモノの子 セルBlu-ray スタンダード・エディション
（BD本編ディスク＋BD特典映像ディスク）2016年2月24日発売
品番：VPXT-71408
価格：￥5,800+税
カラー、16:9、ビスタサイズ、1080p High-Definition（本編）、M-PEG4/AVC、リニアPCM2.0ch＆5.1ch/ドルビーデジタル2.0ch(コメンタリー)、日本語字幕
【本編ディスク】
本編約119分
オーディオコメンタリー二種収録
出演（キャストコメンタリー）：細田守、宮﨑あおい、染谷将太、広瀬すず／古川耕（司会）
出演（スタッフコメンタリー）：細田守、山下高明、西田達三／氷川竜介（司会）
【特典映像ディスク】
特典映像（劇場予告集、各種プロモーション映像ほか）
【封入特典】
ブックレット（劇場パンフレット縮刷版予定）

バケモノの子 セルDVD
（本編ディスク＋特典映像ディスク）2016年2月24日発売
品番：VPBT-14477
価格：￥4,800+税
カラー、16:9、ビスタサイズ、ドルビーデジタル2.0ch/5.1ch、日本語字幕
【本編ディスク】
本編約119分
オーディオコメンタリー二種収録
出演（キャストコメンタリー）：細田守、宮﨑あおい、染谷将太、広瀬すず／古川耕（司会）
出演（スタッフコメンタリー）：細田守、山下高明、西田達三／氷川竜介（司会）
【特典映像ディスク】
特典映像（劇場予告集、各種プロモーション映像ほか）
【封入特典】
ブックレット（劇場パンフレット縮刷版予定）

### 書籍
角川書店より、角川文庫および、角川つばさ文庫・角川スニーカー文庫より小説版。劇場カットをそのまま使い、映画の感動を追体験できるアニメ絵本が刊行されている。
角川文庫版 平成27年6月25日発行 ISBN 978-4-04-103000-4
角川つばさ文庫版 平成27年6月25日発行 ISBN 978-4-04-631522-9
角川スニーカー文庫版 平成27年7月1日発行 ISBN 978-4-04-103109-4
アニメ絵本 日本テレビ・スタジオ地図 LLP（監修）平成27年7月10日発行 ISBN 978-4-04-103281-7

## 受賞
- 第33回ゴールデングロス賞（2015年） - 日本映画部門・優秀銀賞[20]
- 第43回アニー賞・長編インディペンデント作品賞 ノミネート[21]
- 第19回文化庁メディア芸術祭アニメーション部門・審査委員会推薦作品（2015年）[22]
- 第39回日本アカデミー賞 最優秀アニメーション作品賞[23][24]
- 第25回日本映画批評家大賞アニメーション部門作品賞[25]

## テレビ放送

### 視聴率
- 全て日テレ系「金曜ロードショー」にて放送。

| 回数 | 放送日時       | 視聴率 | 備考                         |
| ---- | -------------- | ------ | ---------------------------- |
| 1    | 2016年07月22日 | 10.9%  |                              |
| 2    | 2018年07月27日 | 10.3%  | 『未来のミライ』公開記念     |
| 3    | 2021年07月09日 | 9.9%   | 『竜とそばかすの姫』公開記念 |

- 2016年7月22日に地上波初放送。放送枠を25分拡大し、本編ノーカットで放送された。視聴率は関東地区で10.9%を記録した（ビデオリサーチ調べ）。
- 2018年7月27日放送。新作『未来のミライ』公開記念として2年ぶり2回目の放送。放送枠を19分拡大で放送された。視聴率は関東地区で10.3%を記録した（ビデオリサーチ調べ）。

## 漫画版「バケモノの子」
2015年、「月刊少年エース6月号」（KADOKAWA）にて浅井蓮次によるコミカライズ作品の連載がスタート。単行本は角川コミック・エースより全4巻で発行された。

## ミュージカル
2022年4月30日から、本作を原作とした新作オリジナルミュージカルが劇団四季によりロングラン公演。特別協賛は三井不動産。詳細はバケモノの子 (劇団四季)を参照。